# Dunham Jackson
Dunham Jackson (Bridgewater, Massachusetts; 24 de julio de 1888 - 6 de noviembre de 1946) fue un matemático estadounidense, que trabajó en la teoría de la aproximación, en particular con polinomios ortogonales y trigonomométricos. Es conocido por su inecuación de Jackson.

## Estudios
Jackson se graduó de la Universidad de Harvard en 1904; obtuvo la licenciatura en 1908 y la maestría en 1909.  Y luego, mediante una beca, estudió entre 1909 y 1911 en la Universidad de Gotinga, Alemania.

## Carrera profesional
Fue galardonado con el Premio Chauvenet en 1935. Su libro Fourier Series and Orthogonal Polynomials (Series de Fourier y Polinomios Ortogonales), fue publicado en 1941 y reimpreso en 2004.